# 奥伯奈姆
奥伯奈姆（法語：Obenheim，法語發音：[obənaim]）是法国下莱茵省的一个市镇，属于塞莱斯塔-埃尔什泰因区。

## 地理
奥伯奈姆（48°21'37"N, 7°41'21"E）面积7.99 平方千米，位于法国大東部大區下莱茵省，该省份为法国大陆部分最东部的省份，是阿尔萨斯的一部分，今与上莱茵省组成了阿尔萨斯欧洲集体，其南至上莱茵省，西南接孚日省和默尔特-摩泽尔省，西接摩泽尔省，北与德国接壤，东侧沿莱茵河与德国相望。
与奥伯奈姆接壤的市镇（或旧市镇、城区）包括：博夫宰姆、多邦桑、盖尔斯泰姆、埃尔布桑、里诺。
奥伯奈姆的时区为UTC+01:00、UTC+02:00（夏令时）。

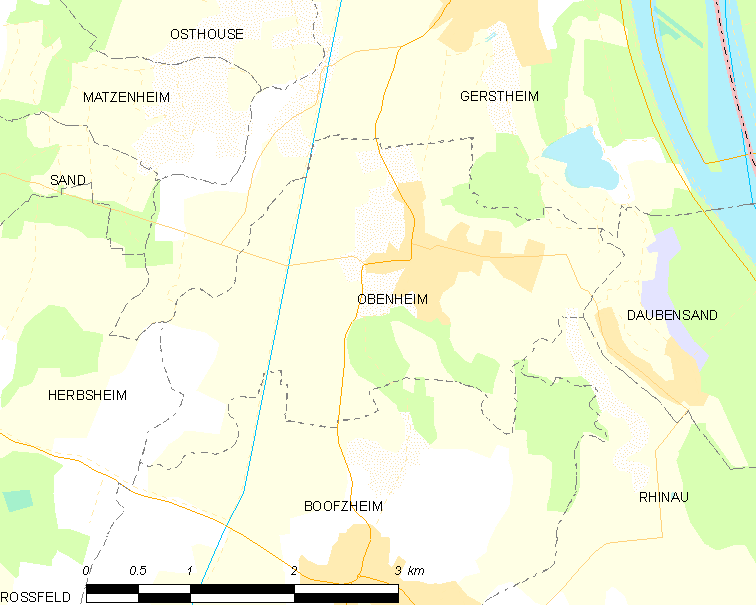
奥伯奈姆的OSM定位图

## 行政
奥伯奈姆的邮政编码为67230，INSEE市镇编码为67338。

## 政治
奥伯奈姆所属的省级选区为埃尔什泰因区。

## 人口

1962-2008年间奥伯奈姆人口变化图示

奥伯奈姆于2022年1月1日时的人口数量为1381人。

## 友好城市
- 法國 勒比松德卡杜安